# Marjorie Garber
Marjorie B. Garber (nascida em 11 de Junho de 1944) é uma professora da Universidade de Harvard e autora de uma vasta variedade de livros, principalmente aqueles sobre William Shakespeare e aspectos da cultura popular, incluindo a sexualidade.
É professora de língua inglesa e literatura, sendo diretora do Center for Literary and Cultural Studies da Universidade de Harvard.

## Livros publicados
- On Shakespeare and Modern Culture (Pantheon, 2008)
- Patronizing the Arts (Princeton University Press, forthcoming 2009)
- Proﬁling Shakespeare (Routledge, 2008)
- Shakespeare After All (Pantheon, 2004)
- A Manifesto for Literary Study (University of Washington, 2003)
- Quotation Marks (Routledge, 2002)
- Academic Instincts (Princeton, 2001)
- Sex and Real Estate (Pantheon, 2000)
- Symptoms of Culture (Routledge, 1998)
- Dog Love (Simon & Schuster, 1996)
- Vice Versa: Bisexuality and the Eroticism of Everyday Life (Simon & Schuster, 1995)
- Vested Interests: Cross-Dressing and Cultural Anxiety (Routledge, 1992)